# Автобусный переулок (Владикавказ)
Авто́бусный переу́лок — переулок в городе Владикавказ, Северная Осетия, Россия. Находится в Промышленном муниципальном округе между улицами Пожарского и Стаханова. Начало от улицы Пожарского. От Автобусного переулка на восток начинается Невский переулок.

## История
Переулок образовался во второй половине XX века. Первоначальное название — Китайский переулок. Данное название произошло от находившейся поблизости площади Китайских добровольцев. Отмечен на плане г. Орджоникидзе 1976 года.
Во второй половине 1970-х годов Китайский переулок был переименован в Автобусный переулок, так как находился неподалёку от автовокзала № 1.

## Транспорт
Проезд трамвайными маршрутами № 2, 5, 9, 10 до остановки: «СКГМИ», «Улица Пожарского».

## Источник
- План г. Орджоникидзе 1976 г.[3]
- Владикавказ. Карта города, 2011.
- Кадыков А. Н. Улицы, переулки, площади и проспекты г. Владикавказа: Справочник. — Респект, 2010. — С. 16 — С. 512 — ISBN 978-5-905066-01-6
- Торчинов В. А., Владикавказ., Краткий историко-краеведческий справочник, Владикавказ, Северо-Осетинский научный центр, 1999, стр. 60, 95, ISBN 5-93000-005-0